# Restormel
Restormel è stato un borough della Cornovaglia, Inghilterra, Regno Unito, con sede a St Austell.
Il borough, che prende il nome dal Restormel Castle, fu creato con il Local Government Act 1972, il 1º aprile 1974, dalla fusione del municipal borough di St. Austell with Fowey con il Distretto rurale di St Austell e il Distretto urbano di Newquay. È stato abolito nel 2009 con le modifiche alla suddivisione amministrativa in Inghilterra.

## Parrocchie
Restormel comprendeva 27 parrocchie
| - 1. Crantock - 2. Newquay - 3. Colan - 4. Mawgan-in-Pydar - 5. St Columb Major - 6. St Wenn - 7. St Enoder - 8. St Dennis - 9. St Stephen-in-Brannel - 10. Roche - 11. Luxulyan - 12. Treverbyn - 13. St Mewan - 14. St Ewe - 15. Grampound with Creed - 16. St Goran - 17. St Michael Caerhays - 18. Mevagissey - 19. St Blaise - 20. St Austell (regione esterna alle parrocchie) - 21. Tywardreath - 22. Lanlivery - 23. Lostwithiel - 24. Fowey - 25. St Sampson |